# Luigi Lorenzetti
Luigi Lorenzetti (Egna, 15 aprile 1931 – Bologna, 8 marzo 2018) è stato un presbitero e teologo italiano, docente di teologia morale presso la Facoltà Teologica dell'Emilia-Romagna e collaboratore di varie riviste fra cui Famiglia Cristiana, dove curò la rubrica "Il teologo".
Si occupò spesso di diritti degli animali e vegetarianismo, sostenendo che «si può fondatamente affermare che il comandamento "Non uccidere" non si riferisce ai soli umani, ma anche agli animali».

## Opere
- Concilio e Humanae vitae, EDB, 1970
- Dizionario di Teologia della Pace, EDB, 1997
- La morale: risposta alle domande più provocatorie, San Paolo, 1998
- Tullo Goffi: dare un'anima alla morale, EDB, 2000
- Guerre ingiuste, pace giusta: dove va la morale cattolica?, Pardes, 2004
- La morale nella storia, EDB, 2009
- Quale stato sociale? Dalla crisi a un nuovo modello, Cittadella, 2011